# Croisade eucharistique

Eucharistie: voici le pain des anges

La croisade eucharistique est née en 1914 dans le but de rapprocher les enfants de l'Eucharistie, suivant ainsi l'appel du pape Pie X. La croisade eucharistique trouve son origine avec le décret du 8 août 1910 qui permet aux enfants de recevoir la communion eucharistique 'dès l'âge de raison'. Le bienheureux Édouard Poppe en fut un des plus actifs promoteurs. La croisade consiste à mettre l'Eucharistie au centre de la vie du Croisé. Travailler, souffrir, se réjouir avec Notre Seigneur Jésus-Christ. La croisade comporte trois niveaux spirituel: le page, le croisé, le chevalier. La devise d'un croisé réside dans ces quatre mots: prier, communier, se sacrifier, être apôtre.
Dans les réformes pastorales qui suivirent le concile Vatican II - et le mot de 'croisade' étant désormais perçu négativement -, le nom du mouvement fut changé en Mouvement eucharistique des Jeunes et la terminologie associée aux croisades ('page', 'écuyer', 'croisé', 'chevalier') fut abandonnée.

## Règles
Le croisé possède 10 règles qui sont:
- 1- Le croisé est soldat d'élite de Notre Seigneur Jésus-Christ, et défend les couleurs de Notre-Dame la Sainte Vierge Marie.
- 2- Le croisé est créé pour louer, honorer et servir Dieu, et par ce moyen, sauver son âme.
- 3- Le croisé doit avant tout convertir son cœur.
- 4- Le croisé, par sa prière, ses communions réparatrices, ses sacrifices, son apostolat veut par la grâce sauver son âme et celles de ses Frères.
- 5- Le croisé doit avoir un grand amour pour l'Église, la Vérité, la Sainte Vertu de Pureté et son devoir d'état de chaque jour.
- 6- Le croisé garde en son cœur un véritable esprit de Prière, de Pauvreté et de Pénitence.
- 7- Le croisé refuse la voie large et veut cheminer sur la Voie de la Croix.
- 8- Le croisé fuit l'esprit mondain et les occasions prochaines de pécher.
- 9- Le croisé ne laisse commettre devant lui ni blasphème, ni impureté, ni cruauté ou sabotage; il respecte et ménage la création dans tous ses biens.
- 10- Le croisé est doux pour ramener les âmes vers Dieu, fort pour se vaincre lui-même, humble, magnanime et loyal. Dans sa vie, il sera courtois, distingué, ardent et fidèle.

## Engagement personnel
En plus de l'acceptation de ces dix règles, le croisé, suivant les différents niveaux s'engage à des actes quotidiens:
- Le page s'engage à:
  - Dire sa prière du matin avec l'acte d'offrande,
  - Dire sa prière du soir et faire son trésor
- Le croisé s'engage à: - la même chose que le page plus:
  - Tous les jours, dire au moins 2 dizaines ou un chapelet, s'il le peut.
  - Recevoir la Sainte Communion tous les dimanches ou plus souvent s'il le peut.
  - Faire un sacrifice tous les jours
  - Lutter contre son défaut particulier
  - Se confesser au moins une fois par mois.
- Le chevalier s'engage à: - la même chose que le page et le croisé plus:
  - Réciter son chapelet chaque jour.
  - Pratiquer la communion spirituelle ou faire une visite au Très Saint Sacrement si c'est possible.
  - Se confesser tous les quinze jours si possible
  - Faire un quart d'heure de méditation tous les jours.

La croisade possède des insignes pour chacun des trois niveaux.